# کریس ویلیام مارتین
کریس ویلیام مارتین (انگلیسی: Chris William Martin؛ زادهٔ ۱۷ ژانویهٔ ۱۹۷۵) یک هنرپیشه اهل کانادا است.
از فیلم‌ها یا برنامه‌های تلویزیونی که وی در آن نقش داشته است می‌توان به روزگار آدلین، بیگانه علیه غارتگر ۲ و تمام چیزی که می‌خواهم اشاره کرد.